# Abdelkader Ghezzal
Abdelkader Mohamed Ghezzal (Décines-Charpieu, 5 dicembre 1984) è un procuratore sportivo ed ex calciatore algerino, nel ruolo di attaccante.

## Caratteristiche tecniche
Calciatore che poteva giocare in molte posizioni dell'attacco, anche da trequartista o da esterno sinistro in un 4-3-3.

## Carriera

### Club

#### Gli esordi in Francia
Comincia la carriera nel Vaulx en Velin. Nel 2000 passa al settore giovanile del Lione, senza esordire mai in prima squadra. Viene quindi ceduto al St. Priest, dove disputa due campionati, divisi tra la serie National e il Championnat de France Amateurs-CFA.

#### In Italia

##### Serie C

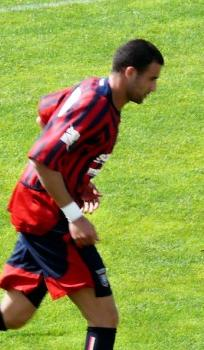
Ghezzal con la maglia del Crotone.

Notato dagli osservatori del Crotone consigliati dall'ex rossoblu Sébastien Piocelle, sbarca in Italia nell'estate del 2005. In Calabria, gioca 6 partite, sotto la guida di mister Gustinetti, prima di passare in prestito in C2 alla Biellese, dove realizza 9 goal in 12 partite. Nella stagione successiva è in prestito alla Pro Sesto, in C1, dove segna 13 reti. Tornato definitivamente a Crotone, nella stagione 2007-08, sigla 20 goal laureandosi vice-capocannoniere del girone B della C1, con il Crotone che finisce al quarto posto valido per i play-off per la Serie B: nei play-off il Taranto elimina i calabresi con un 2-0 (andata 3-2 per il Crotone).

##### Serie A
Durante la sessione estiva del calciomercato 2008, viene acquistato dal Genoa per 3000000 € e subito girato in comproprietà al Siena nell'ambito dell'operazione di riscatto della comproprietà di Fernando Forestieri da parte del club genovese e firma un contratto fino al 2012.
Realizza una rete all'esordio in Serie A nella partita contro il Cagliari segnando il 2-0 a Siena, nella seconda giornata di campionato. Segnerà anche contro Bologna, Lecce, Catania e ancora Bologna divenendo nella stagione 2008-09 il vice capocannoniere della squadra. All'inizio della nuova stagione realizza l'1-1 in Siena-Milan il 22 agosto 2009 nella prima giornata di campionato, incontro poi perso 2-1. Ritroverà il gol parecchi mesi dopo, realizzando il 2-0 in Siena-Udinese. Realizza la prima doppietta in Serie A in Juventus-Siena 3-3 siglando il 3-2 e il 3-3 definitivo che completa la rimonta dei toscani che erano 3-0 sotto. Realizza un'altra doppietta in Siena-Bari trovando le reti dell'1-1 e del 2-2 nella partita che vedrà vincere la formazione bianconera per 3-2. A fine stagione totalizzerà 6 reti in 30 incontri di campionato. A fine stagione la sua squadra è retrocessa in Serie B.
Il 1º luglio 2010 si trasferisce in comproprietà al Bari, firmando un contratto di quattro anni. Esordisce in maglia biancorossa nella prima partita del campionato contro la Juventus vinta poi dai baresi per 1-0.
Segna il suo primo gol in biancorosso il 27 febbraio 2011 nella partita casalinga di Bari-Fiorentina, terminata 1-1. A fine stagione, per il secondo anno consecutivo, la squadra in cui ha giocato è retrocessa in Serie B.
Il 24 giugno 2011 Siena e Bari risolvono la comproprietà e il giocatore diventa interamente di proprietà del club pugliese e il 31 agosto dello stesso anno passa in prestito al Cesena.

#### In Spagna
Il 31 gennaio 2012, nell'ultimo giorno della finestra invernale del calciomercato, passa in prestito agli spagnoli del Levante. Non sarà poi riscattato dalla società iberica, ritornando pertanto in Puglia alla fine del campionato.

#### Ritorno in Italia
Nell'estate del 2012 fa il suo ritorno al Bari dove, dopo un inizio di stagione travagliato, trova forma e fiducia dell'allenatore, riprendendo a giocare con buona continuità. In dieci partite va a segno con due gol.
Nella successiva sessione estiva di mercato, viene acquistato dal Parma che lo gira in prestito in Serie B al Latina. Nella 14ª giornata, nel match interno allo stadio "Francioni", sigla la sua prima rete con il Latina, che vale anche la vittoria contro il Bari, sua ex squadra. A fine stagione torna al Parma, con cui gioca la stagione 2014-2015, al termine della quale rimane svincolato.
Il 10 dicembre 2015, dopo essersi allenato alcuni giorni col club lariano, viene tesserato dal Como, ultimo in classifica in Serie B, con cui firma un contratto valido fino al termine della stagione, prendendo la maglia numero 10.
Il 18 dicembre 2016 comunica il proprio ritiro dal calcio giocato, annunciando la volontà di lavorare come agente del fratello Rachid.

### Nazionale
Nato in Francia da genitori algerini, nel 2008 debutta con la Algeria. Il suo esordio al Mondiale 2010 in Sudafrica è segnato da un'espulsione nella gara con la Slovenia: entrato nel secondo tempo, viene ammonito per due volte e dopo 10 minuti lascia i suoi in inferiorità numerica per quella che sarà una sconfitta di misura. Squalificato nella successiva partita pareggiata per 0-0 dalla sua nazionale con l'Inghilterra, conclude il mondiale disputando gli ultimi 25 minuti della sfida persa con gli USA.

## Dopo il ritiro
Il 18 gennaio 2019 è annunciato come concorrente della quattordicesima edizione del reality show L'isola dei famosi, in onda su Canale 5, dal quale si ritira dopo 44 giorni di permanenza.

## Programmi Tv
- L'isola dei famosi 14 (Canale 5, 2019) - Concorrente

## Statistiche

### Presenze e reti nei club
| Stagione        | Squadra         | Campionato      | Campionato | Campionato | Coppe nazionali | Coppe nazionali | Coppe nazionali | Coppe continentali | Coppe continentali | Coppe continentali | Altre coppe | Altre coppe | Altre coppe | Totale | Totale |
| Stagione        | Squadra         | Comp            | Pres       | Reti       | Comp            | Pres            | Reti            | Comp               | Pres               | Reti               | Comp        | Pres        | Reti        | Pres   | Reti   |
| --------------- | --------------- | --------------- | ---------- | ---------- | --------------- | --------------- | --------------- | ------------------ | ------------------ | ------------------ | ----------- | ----------- | ----------- | ------ | ------ |
| 2004-2005       | Saint-Priest    | CN              | 22         | 11         | -               | -               | -               | -                  | -                  | -                  | -           | -           | -           | 22     | 11     |
| 2005-gen. 2006  | Crotone         | B               | 6          | 0          | CI              | 0               | 0               | -                  | -                  | -                  | -           | -           | -           | 6      | 0      |
| gen.-giu. 2006  | Biellese        | C2              | 12+2       | 9          | -               | -               | -               | -                  | -                  | -                  | -           | -           | -           | 14     | 9      |
| ago. 2006       | Crotone         | B               | -          | -          | CI              | 1               | 0               | -                  | -                  | -                  | -           | -           | -           | 1      | 0      |
| ago. 2006-2007  | Pro Sesto       | C1              | 31         | 9          | CI-C            | 1               | 1               | -                  | -                  | -                  | -           | -           | -           | 32     | 10     |
| 2007-2008       | Crotone         | C1              | 33+2       | 20         | CI-C            | 2               | 2               | -                  | -                  | -                  | -           | -           | -           | 37     | 22     |
| Totale Crotone  | Totale Crotone  | Totale Crotone  | 39+2       | 20         |                 | 3               | 2               |                    | -                  | -                  |             | -           | -           | 44     | 22     |
| 2008-2009       | Siena           | A               | 37         | 5          | CI              | 1               | 0               | -                  | -                  | -                  | -           | -           | -           | 38     | 5      |
| 2009-2010       | Siena           | A               | 30         | 6          | CI              | 1               | 0               | -                  | -                  | -                  | -           | -           | -           | 31     | 6      |
| Totale Siena    | Totale Siena    | Totale Siena    | 67         | 11         |                 | 2               | 0               |                    | -                  | -                  |             | -           | -           | 69     | 11     |
| 2010-2011       | Bari            | A               | 20         | 2          | CI              | 0               | 0               | -                  | -                  | -                  | -           | -           | -           | 20     | 2      |
| 2011-gen. 2012  | Cesena          | A               | 13         | 0          | CI              | 1               | 0               | -                  | -                  | -                  | -           | -           | -           | 14     | 0      |
| gen.-giu. 2012  | Levante         | PD              | 16         | 2          | CR              | -               | -               | -                  | -                  | -                  | -           | -           | -           | 14     | 4      |
| 2012-2013       | Bari            | B               | 17         | 2          | CI              | 0               | 0               | -                  | -                  | -                  | -           |             | -           | 6      | 0      |
| Totale Bari     | Totale Bari     | Totale Bari     | 37         | 4          |                 | 0               | 0               |                    | -                  | -                  | -           | -           | -           | 37     | 4      |
| 2013-2014       | Latina          | B               | 25         | 2          | CI              | -               | -               | -                  | -                  | -                  | -           | -           | -           | 25     | 2      |
| 2014-2015       | Parma           | A               | 19         | 0          | CI              | 0               | 0               | -                  | -                  | -                  | -           | -           | -           | 19     | 0      |
| 2015-2016       | Como            | B               | 15         | 0          | CI              | -               | -               | -                  | -                  | -                  | -           | -           | -           | 15     | 0      |
| Totale carriera | Totale carriera | Totale carriera | 296+4      | 68         |                 | 7               | 3               |                    | -                  | -                  |             | -           | -           | 307    | 71     |

### Cronologia presenze e reti in nazionale
| Cronologia completa delle presenze e delle reti in nazionale ― Algeria | Cronologia completa delle presenze e delle reti in nazionale ― Algeria | Cronologia completa delle presenze e delle reti in nazionale ― Algeria | Cronologia completa delle presenze e delle reti in nazionale ― Algeria | Cronologia completa delle presenze e delle reti in nazionale ― Algeria | Cronologia completa delle presenze e delle reti in nazionale ― Algeria | Cronologia completa delle presenze e delle reti in nazionale ― Algeria | Cronologia completa delle presenze e delle reti in nazionale ― Algeria |
| Data                                                                   | Città                                                                  | In casa                                                                | Risultato                                                              | Ospiti                                                                 | Competizione                                                           | Reti                                                                   | Note                                                                   |
| ---------------------------------------------------------------------- | ---------------------------------------------------------------------- | ---------------------------------------------------------------------- | ---------------------------------------------------------------------- | ---------------------------------------------------------------------- | ---------------------------------------------------------------------- | ---------------------------------------------------------------------- | ---------------------------------------------------------------------- |
| 18-11-2008                                                             | Rouen                                                                  | Algeria                                                                | 1 – 1                                                                  | Mali                                                                   | Amichevole                                                             | -                                                                      | 70’                                                                    |
| 11-2-2009                                                              | Blida                                                                  | Algeria                                                                | 2 – 1                                                                  | Benin                                                                  | Amichevole                                                             | 1                                                                      | 60’                                                                    |
| 28-3-2009                                                              | Kigali                                                                 | Ruanda                                                                 | 0 – 0                                                                  | Algeria                                                                | Qual. Mondiali 2010                                                    | -                                                                      | 90+1’                                                                  |
| 7-6-2009                                                               | Blida                                                                  | Algeria                                                                | 3 – 1                                                                  | Egitto                                                                 | Qual. Mondiali 2010                                                    | 1                                                                      | 65’ 90’                                                                |
| 20-6-2009                                                              | Chililabombwe                                                          | Zambia                                                                 | 0 – 2                                                                  | Algeria                                                                | Qual. Mondiali 2010                                                    | -                                                                      | 61’                                                                    |
| 12-8-2009                                                              | Algeri                                                                 | Algeria                                                                | 1 – 0                                                                  | Uruguay                                                                | Amichevole                                                             | -                                                                      | 46’                                                                    |
| 6-9-2009                                                               | Blida                                                                  | Algeria                                                                | 1 – 0                                                                  | Zambia                                                                 | Qual. Mondiali 2010                                                    | -                                                                      | 65’                                                                    |
| 11-10-2009                                                             | Blida                                                                  | Algeria                                                                | 3 – 1                                                                  | Ruanda                                                                 | Qual. Mondiali 2010                                                    | 1                                                                      | 85’                                                                    |
| 14-11-2009                                                             | Il Cairo                                                               | Egitto                                                                 | 2 – 0                                                                  | Algeria                                                                | Qual. Mondiali 2010                                                    | -                                                                      | 62’                                                                    |
| 18-11-2009                                                             | Omdurman                                                               | Algeria                                                                | 1 – 0                                                                  | Egitto                                                                 | Qual. Mondiali 2010                                                    | -                                                                      | 20’                                                                    |
| 11-1-2010                                                              | Luanda                                                                 | Malawi                                                                 | 3 – 0                                                                  | Algeria                                                                | Coppa d'Africa 2010 - 1º turno                                         | -                                                                      | 79’                                                                    |
| 14-1-2010                                                              | Luanda                                                                 | Mali                                                                   | 0 – 1                                                                  | Algeria                                                                | Coppa d'Africa 2010 - 1º turno                                         | -                                                                      | 80’                                                                    |
| 18-1-2010                                                              | Luanda                                                                 | Angola                                                                 | 0 – 0                                                                  | Algeria                                                                | Coppa d'Africa 2010 - 1º turno                                         | -                                                                      |                                                                        |
| 24-1-2010                                                              | Cabinda                                                                | Costa d'Avorio                                                         | 2 – 3 dts                                                              | Algeria                                                                | Coppa d'Africa 2010 - Quarti di finale                                 | -                                                                      |                                                                        |
| 28-1-2010                                                              | Benguela                                                               | Algeria                                                                | 0 – 4                                                                  | Egitto                                                                 | Coppa d'Africa 2010 - Semifinale                                       | -                                                                      | 89’                                                                    |
| 30-1-2010                                                              | Benguela                                                               | Nigeria                                                                | 1 – 0                                                                  | Algeria                                                                | Coppa d'Africa 2010 - Finale 3º posto                                  | -                                                                      | 85’                                                                    |
| 3-3-2010                                                               | Algeri                                                                 | Algeria                                                                | 0 – 3                                                                  | Serbia                                                                 | Amichevole                                                             | -                                                                      | 63’                                                                    |
| 28-5-2010                                                              | Dublino                                                                | Irlanda                                                                | 3 – 0                                                                  | Algeria                                                                | Amichevole                                                             | -                                                                      | 77’                                                                    |
| 5-6-2010                                                               | Fürth                                                                  | Algeria                                                                | 1 – 0                                                                  | Emirati Arabi Uniti                                                    | Amichevole                                                             | -                                                                      | 26’ 64’                                                                |
| 13-6-2010                                                              | Polokwane                                                              | Algeria                                                                | 0 – 1                                                                  | Slovenia                                                               | Mondiali 2010 - 1º turno                                               | -                                                                      | 58’ 59’, 73’                                                           |
| 23-6-2010                                                              | Pretoria                                                               | Stati Uniti                                                            | 1 – 0                                                                  | Algeria                                                                | Mondiali 2010 - 1º turno                                               | -                                                                      | 65’                                                                    |
| 11-8-2010                                                              | Algeri                                                                 | Algeria                                                                | 1 – 2                                                                  | Gabon                                                                  | Amichevole                                                             | -                                                                      |                                                                        |
| 3-9-2010                                                               | Blida                                                                  | Algeria                                                                | 1 – 1                                                                  | Tanzania                                                               | Qual. Coppa d'Africa 2012                                              | -                                                                      |                                                                        |
| 10-10-2010                                                             | Bangui                                                                 | Rep. Centrafricana                                                     | 2 – 0                                                                  | Algeria                                                                | Qual. Coppa d'Africa 2012                                              | -                                                                      |                                                                        |
| 27-3-2011                                                              | Annaba                                                                 | Algeria                                                                | 1 – 0                                                                  | Marocco                                                                | Qual. Coppa d'Africa 2012                                              | -                                                                      |                                                                        |
| 3-9-2011                                                               | Dar es Salaam                                                          | Tanzania                                                               | 1 – 1                                                                  | Algeria                                                                | Qual. Coppa d'Africa 2012                                              | -                                                                      | 77’                                                                    |
| 9-10-2011                                                              | Algeri                                                                 | Algeria                                                                | 2 – 0                                                                  | Rep. Centrafricana                                                     | Qual. Coppa d'Africa 2012                                              | -                                                                      | 72’                                                                    |
| 29-2-2012                                                              | Bakau                                                                  | Gambia                                                                 | 1 – 2                                                                  | Algeria                                                                | Qual. Coppa d'Africa 2013                                              | -                                                                      | 86’                                                                    |
| Totale                                                                 |                                                                        | Presenze                                                               | 28                                                                     |                                                                        | Reti                                                                   | 3                                                                      |                                                                        |